# Japangrünspecht
Der Japangrünspecht (Picus awokera) ist eine Vogelart aus der Familie der Spechte (Picidae). Die mittelgroße Spechtart ist ein Endemit Japans und bewohnt im Norden recht offenen Mischwald, im Süden warmgemäßigten immergrünen Wald, aber auch Parks und Gärten. Die überwiegend in der mittleren Baumschicht und nur wenig auf dem Boden gesuchte Nahrung besteht vorwiegend aus Ameisen, daneben werden Wanzen, Käfer und deren Larven und Spinnen erbeutet. Diese Spechte fressen auch Früchte, Beeren und Samen, Baumsäfte sowie Nektar.
Die Art ist recht häufig und der Bestand gilt als stabil. Der Japangrünspecht wird von der IUCN daher als ungefährdet („least concern“) eingestuft.

## Beschreibung
Der Japangrünspecht ist ein typischer Vertreter der Gattung Picus und ähnelt in Habitus und Färbung dem auch in Mitteleuropa heimischen Grünspecht. Es sind mittelgroße Spechte ohne deutliche Federhaube, einem steifen, langen Schwanz und einem relativ langen, punktförmig zugespitzten und an der Basis breiten Schnabel. Der Schnabelfirst ist leicht nach unten gebogen. Die Körperlänge beträgt 29–30 cm, das Gewicht 120–138 g. Sie sind damit etwas kleiner und erheblich leichter als ein Grünspecht. Die Art zeigt hinsichtlich der Färbung einen deutlichen Geschlechtsdimorphismus, Weibchen sind außerdem etwas kleiner und kurzschnäbliger als Männchen.
Beim Männchen ist der gesamte Rücken einschließlich der Schulterfedern und der äußeren Oberschwanzdecken graugrün bis olivgrün, der Bürzel und die mittleren Oberschwanzdecken haben grüne Federbasen mit breiten gelben Spitzen. Die Oberflügeldecken und die Schirmfedern sind grün mit bronzegelben Säumen und Spitzen. Die Schwingen sind schwärzlich braun, die Armschwingen und die inneren Handschwingen haben grünliche Außenfahnen und die äußeren Handschwingen sowie die Innenfahnen der Armschwingen und der inneren Handschwingen sind weiß gebändert. Die Schwanzoberseite ist mittel- bis dunkelbraun, die mittleren Steuerfedern sind grünlich gesäumt und undeutlich breit heller gelbbraun gebändert. Die Grundfarbe von Hals und Brust ist grauweiß oder hell beigegrün, zum Bauch hin ist die Färbung heller. Die untere Brust, die Flanken und der Bauch zeigen auf diesem Grund eine kräftige und breite wellen- oder stumpf triangelförmige Bänderung, die auf den Flanken einen grünlichen Olivton hat. Auch die Unterschwanzdecken sind auf beige getöntem Grund breit dunkel gebändert. Die Unterflügel sind schmutzig weiß; die Unterflügeldecken sind schwarz gebändert, die Bänderung der Schwingen ist braun. Der Unterschwanz ist wie der Oberschwanz gefärbt, jedoch insgesamt heller.
Die untere Stirn und der Bereich vor und unter den Augen sind schwärzlich. Mittlerer Ober- und Hinterkopf sind rot, dieser rote Bereich wird nach hinten breiter und ist vor allem dort in variablem Umfang mit schwarzen und grauen Federn durchsetzt. Der Bartstreif ist rot und breit schwarz gerandet. Der übrige Kopf ist grau, im frischen Gefieder oft mit einem Grünton. Kinn und Kehle sind weiß oder gräulich weiß, letztere kann gelegentlich in der Mitte einen schwärzlichen Bereich aufweisen. Der Nacken ist graugrün.
Der Schnabel ist gelblich, Schnabelfirst und Spitze oder auch fast der ganze Oberschnabel sind schwärzlich. Beine und Zehen sind hellgrau mit grünlicher oder bläulicher Verwaschung. Die Iris ist rot.
Beim Weibchen ist die rote Kopfpartie auf den Hinterkopf beschränkt; der Oberkopf ist grau mit schwarzen Stricheln und Binden in der Mitte, die manchmal auch einen deutlichen schwarzen Fleck bilden. Auch im Bartstreif ist die Rotfärbung weniger ausgedehnt.
Je nach Autor werden bis zu drei Unterarten unterschieden, die sich in Größe und Helligkeit unterscheiden. Nach Winkler et al. handelt es sich hier jedoch um eine von Nord nach Süd verlaufende Kline abnehmender Größe und zunehmend dunklerer Gesamtfärbung, die eine Aufteilung in Unterarten kaum gerechtfertigt erscheinen lässt.

## Lautäußerungen
Die Art ist vor und während der Brutsaison recht lautfreudig. Als Rufe bekannt sind ein einzelnes, lautes, peitschenknallähnliches „pijo“ und zweisilbige Rufe wie „ket, ket“. Die Tiere trommeln, die Trommelwirbel sind recht schnell und lang.

## Verbreitung und Lebensraum
Diese Spechtart ist ein Endemit Japans. Sie kommt mit Ausnahme der nördlichsten Insel Hokkaidō auf allen großen Inseln des Landes sowie auf den kleineren Inseln Tobishima, Awashima, Sado und Tsushima vor. Die Größe des Gesamtverbreitungsgebietes beträgt 281.000 km².
Japangrünspechte bewohnen im Norden recht offenen Mischwald, im Süden warmgemäßigten immergrünen Wald, aber auch Parks und Gärten. Ältere Nadelholzmonokulturen werden offenbar weitgehend gemieden. Die Art ist in ihrem Vorkommen weitgehend auf das Hügel- und untere Bergland beschränkt und am häufigsten in Höhen zwischen 300 und 1400 m anzutreffen, gelegentlich tritt die Art auch im Flachland oder bis in 2000 m Höhe auf.

## Ernährung
Die Nahrungssuche findet überwiegend in der mittleren Baumschicht in Höhen zwischen 2 und 10 m an größeren Ästen, aber auch noch an dünnen Zweigen statt; hingegen anders als bei vielen Arten der Gattung Picus offenbar nur in geringem Maße am Boden. Die Nahrung besteht vorwiegend aus Ameisen der Gattungen Lasius, Formica, Camponotus und Crematogaster, daneben werden Wanzen, Käfer und deren Larven und Spinnen erbeutet. Diese Spechte fressen auch Früchte, Beeren und Samen, Baumsäfte sowie Nektar. Nahrungsobjekte werden vor allem durch Ablesen und Hacken erlangt, weniger häufig durch Sondieren und vor allem im Winter und im Frühling auch durch Saftlecken.

## Fortpflanzung
Japangrünspechte leben in Paaren. Die Brutzeit reicht von April bis Juni. Die Höhlen werden meist niedrig in 2–4 m Höhe in Bäumen angelegt, das Gelege besteht aus sieben oder acht Eiern. Weitere Angaben zur Brutbiologie liegen bisher offenbar nicht vor.

## Unterarten
Es sind folgende Unterarten bekannt:
- Picus awokera awokera Temminck, 1836[4] kommt auf Honshū vor.
- Picus awokera horii Taka-Tsukasa, 1918[5] ist auf Kyūshū und Shikoku verbreitet.
- Picus awokera takatsukasae Kuroda, Nm, 1921[6] kommt auf Tanegashima und Yakushima vor.

## Bestand und Gefährdung
Angaben zur Größe des Weltbestandes sind nicht verfügbar, die Art ist jedoch recht häufig und der Bestand gilt als stabil. Der Japangrünspecht wird von der IUCN daher als ungefährdet („least concern“) eingestuft.